# سیارک ۵۳۷

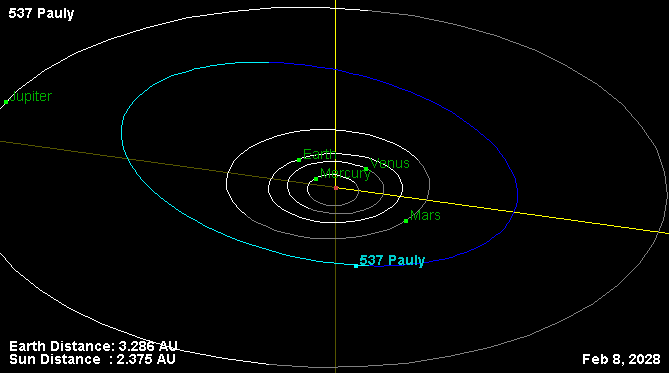
سیارک ۵۳۷

سیارک ۵۳۷ (به انگلیسی: 537 Pauly، نامگذاری:1904OG) پانصد و سی و هفتمین سیارک کشف شده‌است که در ۷ ژوئیه ۱۹۰۴ و در نیس کشف شد.
قدر مطلق سیارک برابر ۸٫۸۰ است.